# Comercial FC
Comercial Futebol Clube – brazylijski klub piłkarski z siedzibą w mieście Ribeirão Preto leżącym w stanie São Paulo.

## Osiągnięcia
- Mistrz II ligi stanu São Paulo (Campeonato Paulista de Futebol - Série A2): 1958
- Campeonato Paulista do Interior: 1966

## Historia
Klub założony został przez grupę przedsiębiorców z Ribeirão Preto pod początkową nazwą Commercial Football Club. Ponieważ klub od początku był bardzo bogaty, stać go było na rzadko spotykane w tamtych czasach boisko trawiaste. Było ono konieczne, gdyż kibice skarżyli się na kurz obficie tworzący się podczas meczów.
W 1936 klub dotknął kryzys finansowy, co spowodowało zawieszenie działalności klubu. W 1956 Comercial połączył się z klubem Paineiras i przystąpił w tym samym roku do rozgrywek drugiej ligi stanu São Paulo.
W 1958 Comercial wygrał drugą ligę stanową, pokonując w finale klub Corinthians z miasta Presidente Prudente. Sukces ten dał klubowi awans do pierwszej ligi.
W 1978 Comercial po raz pierwszy wziął udział w rozgrywkach pierwszej ligi brazylijskiej (Campeonato Brasileiro Série A), zajmując w końcowej klasyfikacji 42. miejsce.
W 1979 klub ponownie zagrał w pierwszej lidze brazylijskiej, zajmując tym razem wysoką, 14 pozycję. Comercia wyprzedził takie kluby, jak Grêmio Porto Alegre, Fluminense FC i Botafogo FR. W latach 2014–2015 w drużynie  grał były zawodnik polskiej kadry narodowej - Roger Guerreiro.